# Juan Esteban Curuchet
Juan Esteban Curuchet (Buenos Aires, 4 de febrer de 1965) és un ciclista argentí que fou professional durant més de vint anys. És l'esportista argentí amb més participacions en els Jocs Olímpics amb un total de sis.
Especialista en el ciclisme en pista, el seu èxit, més important és la medalla d'or als Jocs Olímpics de 2008 en la prova de Madison, quan ja tenia 43 anys, en la seva última participació olímpica. També ha guanyat nombroses medalles als Campionats dels món de ciclisme en pista.
El seu germà Gabriel, també ha estat ciclista professional.

## Palmarès
- 1991
  - Vencedor d'una etapa a la Volta a l'Argentina
- 1995
  - 1r als Sis dies de Mar del Plata (amb Gabriel Curuchet)
- 1997
  - 1r a la Doble Bragado
- 1998
  -  Campionat de l'Argentina en contrarellotge
  - 1r a la Doble Bragado
- 1999
  - 1r als Jocs Panamericans en Madison (amb Gabriel Curuchet)
  - 1r als Sis dies de Buenos Aires (amb Gabriel Curuchet)
- 2000
  - 1r als Sis dies de Buenos Aires (amb Gabriel Curuchet)
  - 1r a la Doble Bragado
- 2002
  -  Campionat de l'Argentina en contrarellotge
- 2003
  - 1r als Jocs Panamericans en Madison (amb Walter Pérez)
  -  Campionat de l'Argentina en madison (amb Walter Pérez)
  - 1r als Sis dies de Fiorenzuola d'Arda (amb Giovanni Lombardi)
  - 1r a la Doble Bragado i vencedor d'una etapa
- 2004
  -  Campió del Món en Madison amb Walter Pérez
- 2005
  - 1r als Campionats Panamericans en puntuació
  - 1r als Campionats Panamericans en Madison (amb Walter Pérez)
- 2006
  - 1r als Jocs Sud-americans en Madison (amb Walter Pérez)
  - 1r als Campionats Panamericans en Madison (amb Walter Pérez)
- 2007
  - 1r als Jocs Panamericans en Madison (amb Walter Pérez)
  - 1r als Sis dies de Torí (amb Walter Pérez)
- 2008
  -  Medalla d'or als Jocs Olímpics de Pequín en Madison (amb Walter Pérez)
- 2009
  -  Campionat de l'Argentina en contrarellotge
  - Vencedor d'una etapa a la Doble Bragado

### Resultats a laCopa del Món en pista
- 1996
  - 1r a Cali i a l'Havana, en Madison
- 1998
  - 1r a Cali, en Madison
- 1999
  - 1r a Frisco i València, en Madison
  - 1r a Cali, en Puntuació
- 2003
  - 1r a Aguascalientes i Ciutat del Cap, en Madison
- 2004
  - 1r a Moscou i Sydney, en Madison
  - 1r a Aguascalientes, en Puntuació